# Susanne Bier
Susanne Bier (Kopenhagen, 15 april 1960) is een Deense filmregisseur. 

## Leven en werk
Ze groeide op in een joods gezin in Kopenhagen. Ze debuteerde in 1991 met de tragikomedie Freud flyttar hemifrån... (Freud's leaving home). Haar grote doorbraak kwam dankzij de romantische komedie Den eneste ene (The One and Only) uit 1999. In 2002 maakte ze de Dogma-film Elsker dig for evigt (Open Hearts) en in 2004 kwam de dramatische oorlogsfilm Brødre uit. Voor de laatste twee films werkte Bier samen met Anders Thomas Jensen. 
Met het drama Efter brylluppet (2006) werd ze in 2007 genomineerd voor een Oscar voor beste internationale film. Met het drama Things We Lost in the Fire leverde ze in 2007 haar eerste Engelstalige films af. 
In 2011 won ze zowel een Golden Globe als de Oscar voor beste internationale film met de dramatische thriller Hævnen. 
In 2018 regisseerde ze voor Netflix de post-apocalyptische thriller Bird Box. Ze verzorgde ook de regie van enkele Engelstalige miniserie zoals de spionagethriller The Night Manager (2016) en de psychologische thriller The Undoing (2020). 

## Filmografie
- 1991 - Freud flyttar hemifrån... (Freud's Leaving Home)
- 1994 - Family Matters
- 1995 - Like It Never Was Before
- 1997 - Credo
- 1999 - Den eneste ene
- 2000 - Once in a Lifetime
- 2002 - Elsker dig for evigt (Open Hearts)
- 2004 - Brødre
- 2006 - Efter brylluppet (After the wedding)
- 2007 - Things We Lost in the Fire
- 2010 - Hævnen (In a Better World)
- 2012 - Den skaldede frisør (Love Is All You Need)
- 2014 - En chance til (A Second Chance)
- 2014 - Serena
- 2016 - The Night Manager (miniserie)
- 2018 - Bird Box
- 2020 - The Undoing (miniserie)
- 2022 - The First Lady (miniserie)
- 2024 - The Perfect Couple (miniserie)

## Prijzen
- 1993 - Robert voor de beste documentaire met Brev til Jonas
- 1999 - Bodil-prijs voor beste Deense film met Den eneste ene
- 2000 - Robert voor beste Deense film met Den eneste ene
- 2003 - Robert Publieksprijs met Open Hearts
- 2003 - Bodil voor beste Deense film met Open Hearts
- 2010 - Golden Globe voor beste buitenlandse film met In a Better World
- 2010 - Oscar voor beste internationale film In a Better World

- Bibsys: 65250
- Biblioteca Nacional de España: XX5001178
- Bibliothèque nationale de France: cb140797081 (data)
- CiNii: DA16301720
- Gemeinsame Normdatei: 138347328
- International Standard Name Identifier: 0000 0001 1480 7225
- Library of Congress Control Number: no2006043818
- Bibliotheek van het Japanse parlement: 00963519
- Nationale Bibliotheek van Tsjechië: xx0155225
- Nationale Bibliotheek van Israël: 987007424980805171
- Nationale Bibliotheek van Polen: a0000003072594
- Nederlandse Thesaurus van Auteursnamen: 245594469
- LIBRIS: 338032
- SNAC: w6gv93jm
- Système universitaire de documentation: 079975232
- Virtual International Authority File: 119927378
- WorldCat: E39PBJxrVKtdCcT9v8WrPhfg8C